# Marais de la Putréfaction
Palus Putredinis
Le marais de la Putréfaction, en latin Palus Putredinis, est une mer lunaire située entre les monts Apennins au sud-est de la mer des Pluies et les Montes Archimedes à l'ouest. Le marais de la Putréfaction englobe le cratère Archimedes au sud-est et le cratère Autolycos au nord. Le marais de la Putréfaction est une mer constituée essentiellement par des dépôts de lave.
L'astronome français Jules Alfred Pierrot Deseilligny étudia cette mer lunaire et publia un ouvrage à ce sujet Un Site lunaire : (le Palus Putredinis), Société anonyme Notre-Dame des Anges, Autun, 1905.
Une structure rayonnée dénommée Rimae Archimedes est visible dans la partie méridionale. Parmi ces formations géologiques, trois d'entre elles se distinguent, la Rima Bradley, la Rima Fresnel et la Rima Hadley sur laquelle la mission Apollo 15 s'est posée le 30 juillet 1971. Le 13 septembre 1959, la sonde soviétique Luna 2 s'écrasa dans la région du marais de la Putréfaction entre les cratères Archimède et Autolycos dans un golfe appelé par la suite Sinus Lunicus en mémoire de la sonde Luna 2.